# Punch-Out!! (NES)
Punch-Out!! (パンチアウト!!, Panchiauto!!), conhecido originalmente como Mike Tyson's Punch-Out!!, é um jogo eletrônico de boxe desenvolvido e publicado pela Nintendo para o NES em 1987, em que o pugilista Mike Tyson aparece como chefe final. O jogo foi relançado para os serviços de Virtual Console do Wii em 2007 e do Nintendo 3DS em 2012.
Em 2016, 29 anos após o lançamento do jogo, um Easter Egg, foi descoberto. Trata-se de um super-soco que derruba os oponentes mais dificílimos de uma só vez. Ele só pode ser usado nos segundos duelos contra os lutadores Piston Honda e Bald Bull. O segredo está em prestar atenção no único espectador de barba que aparece na primeira fileira de arquibancada, perto do corner esquerdo do alto da tela. O barbudo passa o jogo inteiro imóvel, mas, nas lutas em questão, vez ou outra ele abre um sorriso. Esse é o momento de soltar um soco e vencer a luta por nocaute.